# 波氏尖非鯽
波氏尖非鯽，為輻鰭魚綱鱸形目隆頭魚亞目慈鯛科的其中一種，被IUCN列為極危保育類動物，分布於非洲馬達加斯加Nosivolo河流域，棲息深度0-7公尺，體長可達12.8公分，棲息在急流區，生活習性不明。